# Fernando Valenzuela
Pour les articles homonymes, voir Valenzuela.
Fernando Valenzuela Anguamea, né le 1er novembre 1960 à Etchohuaquila, au Mexique, et mort le 22 octobre 2024, est un joueur mexicain de baseball. 
Il joue notamment avec les Dodgers de Los Angeles en Ligue majeure de baseball entre 1980 et 1990.
En 1981, pour sa première année complète avec les Dodgers, il est nommé recrue de l'année et remporte le trophée Cy Young, fait unique dans l'histoire des ligues majeures.

## Biographie

### Début de carrière
Fernando Valenzuela est né à Etchohuaquila, un village de la municipalité de Navojoa dans l'État de Sonora au Mexique.
Dernier enfant d'une fratrie de douze, sa date de naissance officielle est le 1er novembre 1960, mais plusieurs observateurs ont émis des doutes sur son âge lors de sa première saison complète en 1981, lui donnant plus que  20 ans.
En 1978, il commence sa carrière professionnelle au Mexique avec les Guanajuato Tuzos dans la Mexican Central League. La ligue est absorbée par la Ligue mexicaine de baseball (niveau Triple-A) en 1979 et Valenzuela intègre l'équipe de Leones de Yucatán. Il termine la saison 1979 avec 10 victoires et 12 défaites, 141 retraits sur prises et une moyenne de 2,49 points mérités.
Supervisé par plusieurs équipes de Ligue majeure, son contrat est finalement racheté par les Dodgers de Los Angeles le 6 juillet 1979 pour 120 000 dollars.

### Dodgers de Los Angeles (1980-1990)
Valenzuela est assigné aux Lodi Dodgers en California League pour la fin de la saison 1979. En 3 départs, il est crédité d'une victoire et deux défaites et d'une moyenne de 1,13 point mérité.
Il est promu en Texas League avec les San Antonio Dodgers lors de la saison 1980. Il mène la ligue pour les retraits sur prises (162) et finit troisième pour la moyenne de points mérités (3,10). Il rejoint les Dodgers en septembre comme lanceur de relève. En 10 matchs, il aligne 17 2⁄3 manches sans accorder de point, retire 16 frappeurs sur prises et se voit crédité de deux victoires et d'un sauvetage.
En 1981, il commence la saison en remplaçant Jerry Reuss, le lanceur numéro 1 de la rotation des Dodgers blessé, lors du premier match de la saison le 9 avril. Il lance un match complet et réussit son premier blanchissage contre les Astros de Houston en accordant seulement 5 coups sûrs et en retirant 5 frappeurs sur prises. Son début de saison est à l'image de ce premier match : en huit départs, il accumule 8 victoires, 7 matchs complets (dont les 5 premiers) et 5 blanchissages. Il n'accorde que 4 points en 72 manches lancées, soit une moyenne de 0,50 point mérité et retire 68 frappeurs sur prises. Il devient rapidement une vedette, surtout auprès de la communauté hispanique de Los Angeles qui se déplace en nombre à chacun de ses matchs. La folie médiatique et populaire autour du jeune prodige est surnommée la Fernandomania : en 1981, lorsque Valenzuela est le lanceur des Dodgers, il y a en moyenne 12 925 spectateurs de plus dans les gradins du Dodger Stadium, pourtant déjà bien remplis même en d'autres circonstances.
Ce n'est que le 18 mai qu'il subit sa première défaite, face aux Phillies de Philadelphie. Après la grève des joueurs en cours de saison, le baseball revient sur les terrains le 9 août à Cleveland pour le match des étoiles qui devait se jouer à l'origine le 14 juillet. Valenzuela est le lanceur partant de l'équipe des étoiles de la Ligue nationale et lance la première manche du match, accordant deux coups sûrs. La deuxième partie de sa saison sera moins dominatrice, mais il finit quand même avec un bilan de 13 victoires pour 7 défaites, 180 retraits sur prises (meilleur total de la Ligue) et une moyenne de 2,48 points mérités (7e de la ligue). En séries éliminatoires, il est le lanceur partant lors de 5 rencontres. Il lance deux matchs complets, dont le match 3 de la Série mondiale face aux Yankees de New York lors de la conquête du premier titre des Dodgers depuis 1965.
Il est récompensé par le trophée de Recrue de l'année et par le Trophée Cy Young de meilleur lanceur, un doublé unique dans l'histoire des ligues majeures (à la fin de la saison 2010).
En plus de son talent sur le monticule, il montre des aptitudes à la frappe au-dessus de la moyenne pour un lanceur. Il reçoit le prix Silver Slugger grâce à une moyenne au bâton de 0,250 et 7 points produits.

### Fin de carrière en Ligue majeure (1991-1997)

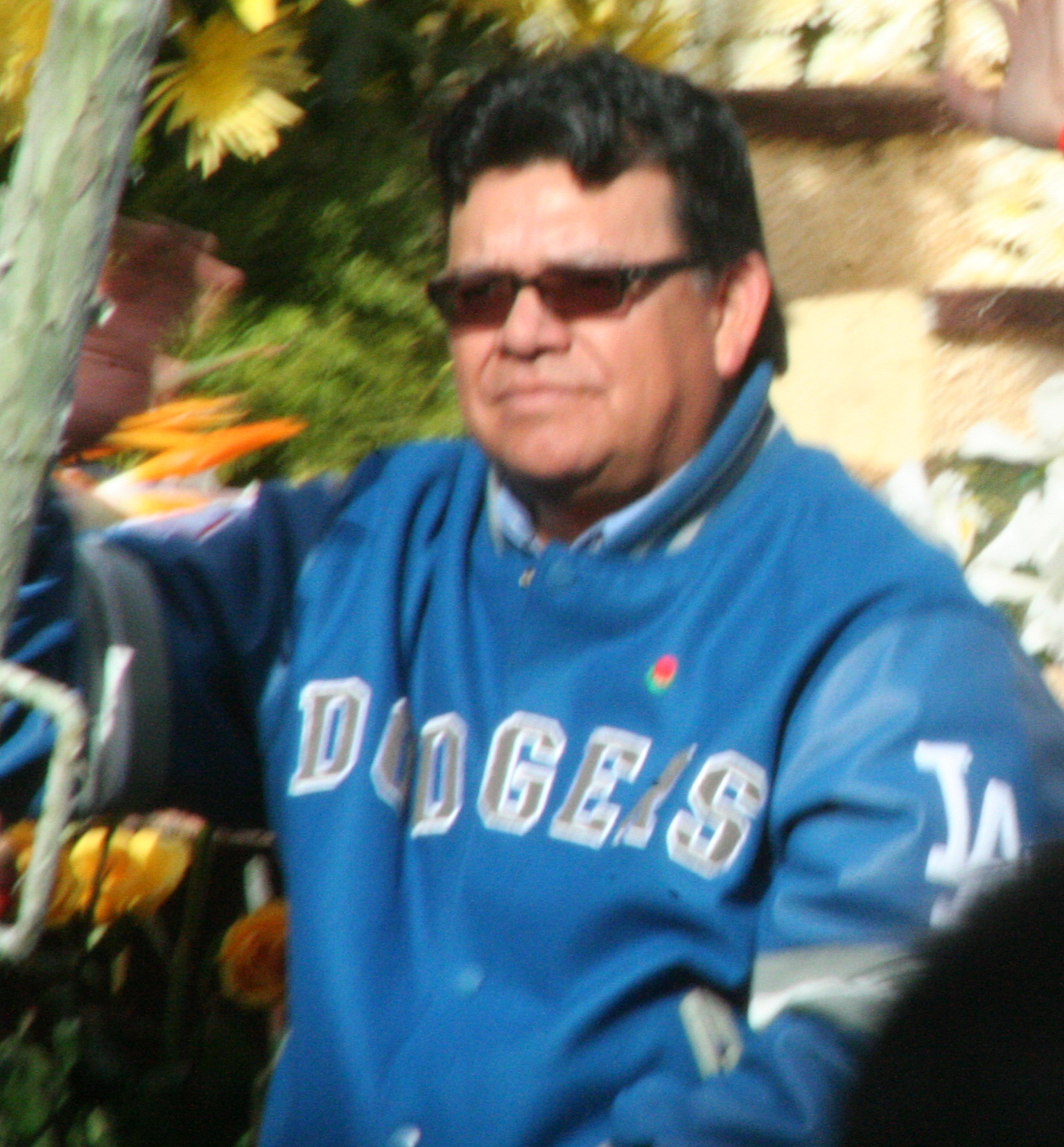
Fernando Valenzuela en 2007.

## Palmarès
- Série mondiale : 1981
- Recrue de l'année : 1981
- Trophée Cy Young de la Ligue nationale : 1981
- Prix Silver Slugger pour un lanceur (Ligue nationale) : 1981 et 1983
- Gant doré pour un lanceur (Ligue nationale) : 1986
- 6 sélections pour le match des étoiles de la Ligue majeure de baseball : 1981-1986 (lanceur partant en 1981, 4 fois remplaçant)

## Dans la culture populaire
En 2010, le documentaire pour la télévision Fernando Nation est diffusé par la chaîne américaine ESPN dans le cadre de la série 30 for 30, soulignant ses 30 ans d'existence. Le film du réalisateur Cruz Angeles documente l'euphorie (baptisée « Fernandomania ») entourant l'arrivée de Valenzuela chez les Dodgers en 1981.

## Statistiques de joueur
| Statistiques de lanceur |            |            |     |     |     |     |    |        |      |       |
| Saison                  | Équipe     | Ligue      | G   | GS  | W   | L   | SV | IP     | SO   | ERA   |
| 1980                    | LAD        | MLB        | 10  | 0   | 2   | 0   | 1  | 17.2   | 16   | 0,00  |
| 1981                    | LAD        | MLB        | 25  | 25  | 13  | 7   | 0  | 192.1  | 180  | 2,48  |
| 1982                    | LAD        | MLB        | 37  | 37  | 19  | 13  | 0  | 285.0  | 199  | 2,87  |
| 1983                    | LAD        | MLB        | 35  | 35  | 15  | 10  | 0  | 257.0  | 189  | 3,75  |
| 1984                    | LAD        | MLB        | 34  | 34  | 12  | 17  | 0  | 261.0  | 240  | 3,03  |
| 1985                    | LAD        | MLB        | 35  | 35  | 17  | 10  | 0  | 272.1  | 208  | 2,45  |
| 1986                    | LAD        | MLB        | 34  | 34  | 21  | 11  | 0  | 269.1  | 242  | 3,14  |
| 1987                    | LAD        | MLB        | 34  | 34  | 14  | 14  | 0  | 251.0  | 190  | 3,98  |
| 1988                    | LAD        | MLB        | 23  | 22  | 5   | 8   | 1  | 142.1  | 64   | 4,24  |
| 1989                    | LAD        | MLB        | 31  | 31  | 10  | 13  | 0  | 196.2  | 116  | 3,43  |
| 1990                    | LAD        | MLB        | 33  | 33  | 13  | 13  | 0  | 204.0  | 115  | 4,59  |
| 1991                    | CAL        | MLB        | 2   | 2   | 0   | 2   | 0  | 6.2    | 5    | 12,15 |
| 1993                    | BAL        | MLB        | 32  | 31  | 8   | 10  | 0  | 178.2  | 78   | 4,94  |
| 1994                    | PHI        | MLB        | 8   | 7   | 1   | 2   | 0  | 45.0   | 19   | 3,00  |
| 1995                    | SDP        | MLB        | 29  | 15  | 8   | 3   | 0  | 90.1   | 57   | 4,98  |
| 1996                    | SDP        | MLB        | 33  | 31  | 13  | 8   | 0  | 171.2  | 95   | 3,62  |
| 1997                    | SDP        | MLB        | 13  | 13  | 2   | 8   | 0  | 66.1   | 51   | 4,75  |
| 1997                    | STL        | MLB        | 5   | 5   | 0   | 4   | 0  | 22.2   | 10   | 5,56  |
| Totaux                  | 17 saisons | 17 saisons | 453 | 424 | 173 | 153 | 2  | 2930.0 | 2074 | 3,54  |

## Cinéma
La Fernandomania est documentée dans Fernando Nation, un film du Mexico-Américain Cruz Angeles diffusé en octobre 2010 sur ESPN dans le cadre de sa série de documentaires 30 for 30.

## Vie personnelle
Son fils Fernando Valenzuela, Jr. est né en 1982 et a joué comme premier but dans les ligues mineures de 2003 à 2006 dans l'organisation des Padres de San Diego et des White Sox de Chicago avant d'évoluer en Ligue mexicaine de baseball.

## Sources
- (en) Paul Click, « 20 Years Ago, Fernando Valenzuela Was King of the Hill », Baseball Digest, juillet 2001